# Fantawild Dreamland (Zhengzhou)
Koordinaten: 34° 45′ 48″ N, 113° 55′ 46″ O
Fantawild Dreamland (chinesisch 方特梦幻王国) ist ein chinesischer Freizeitpark in Zhengzhou, Henan, der am 9. Juli 2015 eröffnet wurde. Er wird von den Fantawild Holdings betrieben, die auch andere Freizeitparks in China betreiben.

## Liste der Achterbahnen
| Name                          | Typ                                   | Hersteller         | Eröffnungsjahr |
| ----------------------------- | ------------------------------------- | ------------------ | -------------- |
| Galaxy Express / 时空穿梭     | Suspended Coaster, Familienachterbahn | Vekoma             | 2015           |
| Jungle Trailblazer / 丛林飞龙 | Holzachterbahn                        | Martin & Vleminckx | 2015           |